# 烏斑吉河馬口波魚
烏斑吉河馬口波魚（学名：Opsaridium ubangiense）为輻鰭魚綱鯉形目鲤科的一個種，分布於非洲剛果河、查德湖、貝努埃河等流域，體長可達12公分，棲息在底層水域。

## 扩展阅读
維基物種上的相關：烏斑吉河馬口波魚